# Randy McMillan
Lewis Lorando McMillan, detto Randy (Havre de Grace, 17 dicembre 1958), è un ex giocatore di football americano statunitense che ha militato nel ruolo di running back nella National Football League (NFL).

## Carriera
McMillan fu scelto come dodicesimo assoluto nel Draft NFL 1981 dai Baltimore Colts. Vi giocò fino al 1986, continuando con la squadra anche quando il proprietario Bob Irsay la trasferì a Indianapolis nel marzo 1984.
La carriera di McMillan si concluse a causa degli infortuni riportati il 26 aprile 1987 quando fu colpito da un veicolo nella Contea di Baltimora, riportando lesioni alle gambe e alla colonna vertebrale. Dopo avere saltato l'intera stagione 1987, passò due settimane con i Miami Dolphins nell'agosto 1988, ma fu svincolato prima dell'inizio della stagione.